# 神父
神父（しんぷ、ギリシア語: πατήρ、ラテン語: pater、ポルトガル語: padre（ばてれん）、オランダ語: pater, kerkvader, pastool, priester、英語: Father, イタリア語: don、ロシア語: отец (батюшка)）とは、正教会・東方諸教会・カトリック教会で、司祭に対して呼びかける際に用いられる敬称。
- 職名＝司祭
- 司祭に対する敬称＝神父[5][7]。

日本語以外の諸言語において、しばしば司祭に対する敬称として「父」という意味の言葉がそのまま用いられている。「神父」は漢文において、「尊敬すべき人をさしていう言葉」でもあったが、本項ではキリスト教、特に正教会とカトリック教会、および聖公会における神父について詳述する。
プロテスタントでは神父という称号は用いない。プロテスタントの教役者としては牧師がいる。

## 東方教会

### 正教会
正教会の神父（司祭）は神品 (正教会の聖職)になる前（司祭の前段階である輔祭になる前）であれば結婚でき、その上で結婚生活・家庭生活を営む事は出来る（下記対照表も参照）。従って正教会の司祭は、輔祭になる前に結婚するかしないかを決心しなければならない。カトリック教会の神父（司祭）は妻帯出来ない（一部に例外あり）。聖公会の司祭は妻帯できる。
コンスタンティノープル総主教庁の伝統では、輔祭の敬称としても「Father/πατήρ（神父）」と呼び、米国のギリシア正教会などにおいてはそう呼ぶ慣習がある。

## 西方教会

### カトリック教会
ローマ・カトリック教会においては、神父とは専ら司祭を指す敬称である。
聖公会の司祭やプロテスタント教会の牧師が「先生」という敬称で呼ばれるのはあくまで口頭の呼びかけなど非公式な敬称であるが、カトリック教会において神父という敬称は公の文書などにも用いられる正式な敬称である。

### 聖公会
聖公会の司祭につき、英語圏では神父を意味する「Father」という敬称が比較的広く使われるが、日本聖公会では稀で、修道司祭を神父と呼ぶケースにほぼ限られる。呼称としては「司祭」もしくは「先生」と呼ばれることが多い。一方で、同じ漢字文化圏でも、ハイ・チャーチの影響が強い大韓聖公会では「神父（신부）」という敬称が広く使われており、「女性神父（여성 신부）」なる語さえある。（ただし、韓国語では「婦」も「父」と同じ発音・同じハングル表記である。）
また、主教に対するかしこまった文書での敬称としては、「師父（しふ）」という語が用いられる。

## 教派ごとの違い

### 司祭（神父）と牧師の位置付け・理解の違い
以下の対照表は教派ごとに異なる聖職者、教役者の呼称についてのものであるが、そもそも司祭と牧師は位置づけ・理解が異なるものであり、日本語以外の言語でも異なる名称が用いられている。他言語では同じ言葉を使っていても、日本語では教派ごとに別の訳語を用いているようなもの（例: 英語の"deacon"につき、正教会は「輔祭」、カトリック教会は「助祭」、聖公会は「執事」の訳語をあてている）とは違い、例えば英語では牧師は"Pastor"であり、司祭は"Priest"である。Pastorはカトリック教会では主任司祭であることにも、両者について等しい役割を持つ者とは捉えられていないことが表れている。
| 教派・組織 | 正教会   | カトリック教会 | 聖公会                 | プロテスタント | 学校に喩えると |
| ---------- | -------- | -------------- | ---------------------- | -------------- | -------------- |
| 職位/資格  | 司祭     | 司祭           | 司祭                   | （正教師）     | 教諭           |
| 役職       | 管轄司祭 | 主任司祭       | 牧師 （Rector, Vicar） | 牧師（Pastor） | 担任           |
| 呼称       | 神父     | 神父           | 司祭/先生/ 師/（神父） | 牧師/先生/師   | 先生           |

1. ↑  日本基督教団などにおいて[23]。聖職位ではなくあくまで「資格」であり、概念は司祭（Priest）とは全く異なる。
2. ↑  概念および原語はプロテスタントの牧師（Pastor）とは異なり、一個教会の司牧責任者たる司祭または主教のことを指す。詳細は「牧師#聖公会の牧師」参照。また、大韓聖公会では「牧師（목사）」という語は用いられない[18]。
3. ↑  コンスタンティノープル総主教庁系列などの一部の正教会では輔祭の敬称としても用いられる[24]。
4. 1 2  かしこまった文書において、名前の後に敬称として付加する。
5. ↑  諸外国では比較的多く用いられるが、日本では稀（前述）。

## 聖人の称号
正教会では「聖神父」（せいしんぷ）が、特定の聖人の称号としても用いられる。